# A Crystal Vision
A Crystal Vision è il primo album in studio del gruppo musicale heavy metal statunitense Sacred Oath pubblicato dall'etichetta discografica Mercenary Records, nel 1988.

## Il disco
Il disco presenta sonorità tipiche del power metal americano, mentre la voce di Rob Thorne si sviluppa su un falsetto simile a quello adottato da King Diamond, ad eccezione della traccia Shadow Out of Time cantata da Pete Altieri. L'album venne pubblicato dalla Mercenary Records, una piccola etichetta discografica che fallì poco tempo dopo averlo dato alle stampe, causando lo scioglimento del gruppo. Col tempo l'album è divenuto oggetto di culto tra gli appassionati del genere, fornendo così alla band un motivo per riformarsi.
Il CD venne ristampato, con una copertina diversa e senza la traccia The Reign, nel 2001 dalla Sentinel Steel Records, che inserì anche quattro bonus tracks: le nuove registrazioni dei brani Two Powers e Message to the Children e le canzoni, fino ad allora inedite, The Invocation (cantata da Pete Altieri) e The End. Questi brani vennero registrati nel 1998 per l'album A Crystal Revision, uscito però nel 2005 e contenente gli stessi pezzi di questo disco ma in una nuova versione, oltre alle due suddette tracce inedite.

## Tracce
Versione originale
1. Two Powers – 4:35 (Thorne)
2. The Ferryman's Lair – 4:49 (Thorne)
3. Message to the Children – 5:59 (Thorne)
4. Rising from the Grave – 5:44 (Altieri)
5. The Beginning – 4:50 (Thorne)
6. Magick Son – 5:00 (Altieri)
7. Shadow Out of Time – 4:03 (Altieri)
8. The Omen – 2:51 (Altieri)
9. A Crystal Vision – 4:59 (Thorne, Cruciani)
10. The Reign – 0:40 (Sacred Oath)

Edizione 2001
1. Two Powers – 4:35 (Thorne)
2. The Omen – 2:51 (Altieri)
3. Message to the Children – 5:59 (Thorne)
4. Magick Son – 5:00 (Altieri)
5. A Crystal Vision – 4:59 (Thorne, Cruciani)
6. The Beginning – 4:50 (Thorne)
7. Shadow Out of Time – 4:03 (Altieri)
8. The Ferryman's Lair – 4:49 (Thorne)
9. Rising from the Grave – 5:44 (Altieri)

Bonus Tracks
1. Two Powers (1998 version) – 4:35 (Thorne)
2. Message to the Children (1998 version) – 5:59 (Thorne)
3. The Invocation (1998 version) – 4:12 (Altieri)
4. The End (1998 version) – 4:35 (Thorne)

## Formazione
- Rob Thorne – voce, chitarra
- Pete Altieri – basso, voce (traccia 7)
- Glen Cruciani - chitarra
- Kenny Evans – batteria

Edizione 2001
- Pete Altieri - voce (traccia 12)
- Todd Rose - chitarra  (tracce 10-13 al posto di Cruciani)

### Produzione
- Jon Russel – ingegneria del suono
- Dave Obrizzo – ingegneria del suono, produzione